# Gil Cisneros
Gilbert Cisneros, né le 12 février 1971 à Los Angeles, est un homme politique et philanthrope américain, membre du Parti démocrate. Il est représentant pour la Californie de 2019 à 2021 et depuis 2025.

## Biographie
En 2010, il est le gagnant avec son épouse du jackpot de la loterie américaine Mega Millions, remportant 266 millions de dollars. Ils deviennent alors philanthropes, travaillant notamment sur l'accès à l'enseignement supérieur pour les étudiants latinos.
En juillet 2017, il annonce sa candidature aux élections de la Chambre des représentants 2018. Il se présente dans le 39e district congressionnel de Californie, alors représenté par le républicain Ed Royce. Après que Royce ait renoncé à se présenter pour un nouveau mandat, Cisneros termine deuxième de la primaire trans-partisane du 5 juin 2018 et se qualifie pour l'élection générale contre la républicaine Young Kim. Il remporte ensuite l'élection générale du 6 novembre.
Candidat à sa réélection en 2020, il affronte de nouveau Young Kim qui arrive en tête de la primaire trans-partisane le 3 mars 2020. La républicaine remporte l'élection générale du 3 novembre avec 50,6 % des voix, contre 49,4 % pour Cisneros.
En avril 2021, le président Joe Biden le nomme comme sous-secrétaire à la Défense pour le Personnel et la Préparation des États-Unis. Il est confirmé dans ses fonctions à l'unanimité par le Sénat le 11 août, et prend ses fonctions le 24 août. Dans ce rôle, il est notamment chargé de la mise en œuvre de la politique de diversité et d'inclusion du département, ce qui lui vaut des critiques dans le camp républicain.
Il annonce à l'été 2023 son départ du département de la Défense pour début septembre. Le 18 septembre 2023, il annonce sa candidature aux élections de la Chambre des représentants de 2024, cette fois-ci dans le 31e district de Californie représenté par la démocrate Grace Napolitano, non candidate à sa réélection. Après avoir terminé en tête de la primaire du 5 mars 2024, il remporte l'élection générale le 5 novembre suivant contre le républicain Daniel Martinez.